# Berdiańsk

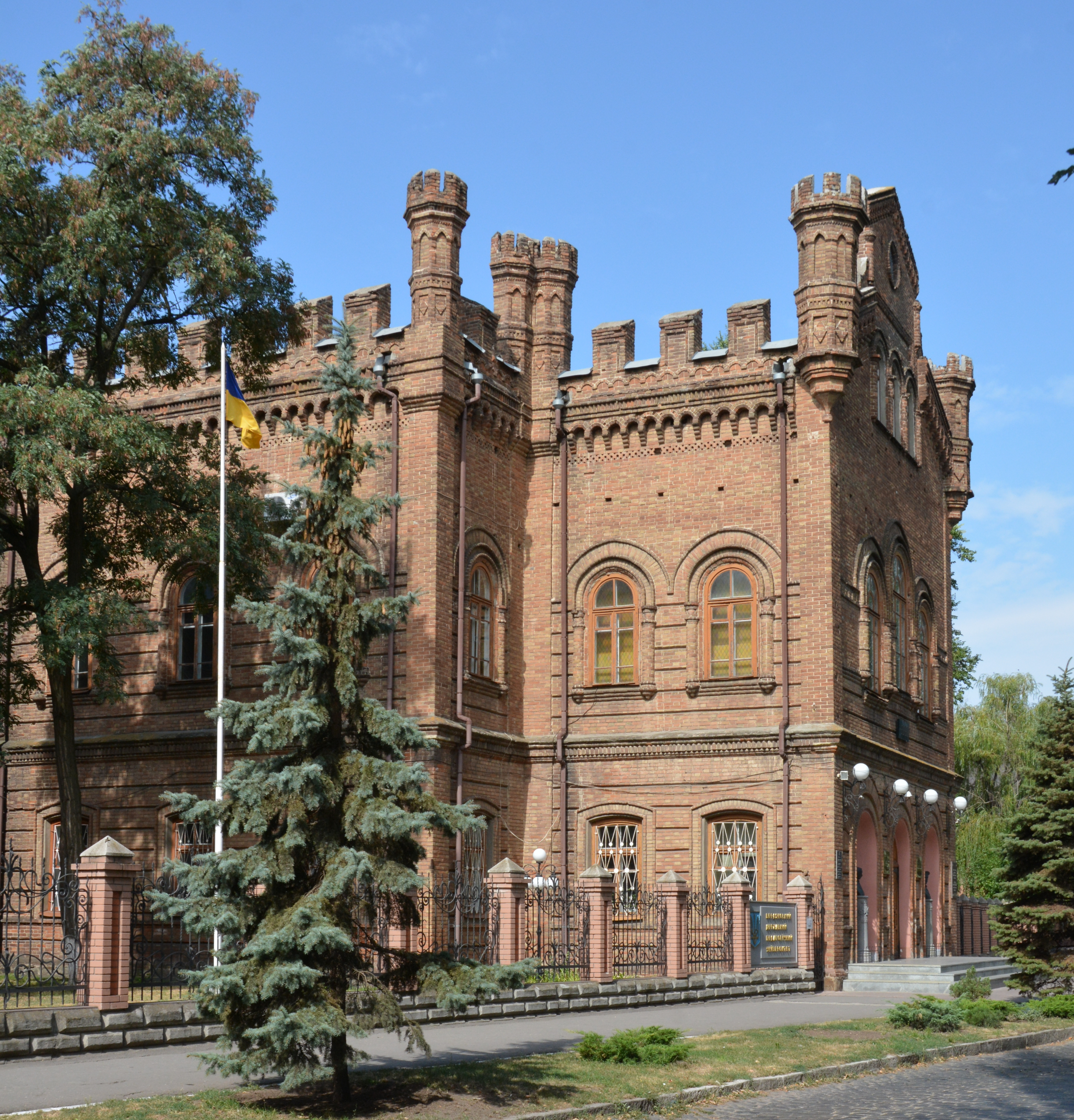
Państwowy Uniwersytet Pedagogiczny w Berdiańsku

Berdiańsk (ukr. Бердянськ) – miasto i port nad Morzem Azowskim, położone na Ukrainie w obwodzie zaporoskim, od marca 2022 pod okupacją rosyjską.
Ośrodek przemysłowy; rafineria ropy naftowej. W mieście znajduje się państwowy uniwersytet pedagogiczny.
Uzdrowisko z kąpielami błotnymi. Berdiańsk założony został w 1827 roku.
W 2002 roku, jako pierwsze miasto na Ukrainie, dzięki współpracy z Fundacją Młoda Demokracja z Lublina, Berdiańsk otrzymał certyfikat jakości w administracji publicznej, ISO-9001. Dokonało się to w ramach projektu „Przez jakość do partnerstwa” finansowanego przez Polsko-Amerykańską Fundację Wolności i Fundację Edukacja dla Demokracji (w ramach programu RITA).
W mieście znajduje się stacja kolejowa Berdiańsk.
Urodził się tu Władysław Paszkowski, herbu Zadora, pseudonim „Poręb” – kapitan Armii Krajowej, powstaniec warszawski. Urodziła się tu Olga Kurylenko, modelka, aktorka. 
| 1838    | 1873    | 1897    | 1900    | 1913    | 1920    | 1926*   | 1939*   | 1959*   |
| ------- | ------- | ------- | ------- | ------- | ------- | ------- | ------- | ------- |
| 3200    | 20 800  | 26 500  | 27 200  | 35 000  | 37 000  | 26 000  | 51 700  | 65 249  |
| 1970*   | 1979*   | 1989*   | 1996    | 2001*   | 2008    | 2009    | 2010    | 2012    |
| 100 133 | 122 109 | 132 644 | 135 000 | 121 692 | 117 836 | 117 787 | 117 517 | 115 857 |

## Miasta partnerskie
- Bielsko-Biała, Polska
- Jamboł, Bułgaria
- La Seyne-sur-Mer, Francja